# Патрикеев, Василий Артамонович
Василий Артамонович Патрикеев (1706 — после 1774) — российский военный деятель, генерал-поручик, сын стольника Артамона Ивановича. Происходил из дворян Новгородской губернии Устюжского уезда, определился в службу ко двору герцогини Курляндской Анны Иоановны, (впоследствии императрицы) пажом 1-го января 1718 года и пробыл в этом звании до марта 1726 года, когда вместе с прочими пажами был выпущен в драгунские полки вахмистром; через два года (28 июня 1728 года) он получил чин прапорщика; затем, будучи в Низовом корпусе, произведен был в адъютанты (1733) и поручики (1735), потом получил чины: капитана (1738), секунд-майора (1749), премьер-майора (1754), наконец, полковника (25-го декабря 1755 г.) и 3-го марта 1763 года — генерал-майора. С 1765 по 1768 годы он состоял при С.-Петербургской дивизии, а в 1769 году — при полевых полках. В том же 1769 году, 11-го ноября, Патрикеев за болезнью и дряхлостью вышел в отставку, получив при этом чин генерал-поручика и пенсию. Затем он проживал в своем имении — сельце Самойлове Устюжского уезда; упоминается еще в 1774 году.
В продолжение своей службы Патрикеев участвовал во многих походах и военных действиях. Так, в 1733 году, находясь в Низовом корпусе, он состоял в отряде, действовавшем против чеченцев; в 1736 году был при взятии Азова, в следующем — в Крымском походе и при взятии Карасубазара, причем был ранен пулей в левое плечо, а в 1738 году получил сильную рану саблей в голову в деле под Перекопом; под этим же городом он сражался и в 1739 году, а в 1742 году участвовал в Кизлярском походе.